# Phản Cộng kháng Nga ca
Phản Cộng kháng Nga ca (tiếng Trung: 反共抗俄歌; Wade–Giles: fan3kung4 kʻang4 o2 ko1), còn được biết với tên Phản Cộng phục quốc ca (tiếng Trung: 反共復國歌; Wade–Giles: fan3kung4 fu4kuo2 ko1) là một bài hát chống Cộng, chống Soviet của Trung Quốc với lời được viết bởi chính Tổng thống Trung Hoa Dân Quốc Tưởng Giới Thạch và nhạc bởi Tiêu Nhi Hoa. Bài hát được sáng tác vào đầu những năm 1950 và là một phần của môn học âm nhạc trong trường học ở Đài Loan từ 1952 cho đến 1975.

## Lời bài hát
| Chữ Hán phồn thể | Chữ Hán giản thể | Bính âm | Wade-Giles | Hán-Việt | Dịch nghĩa tiếng Việt |
| --- | --- | --- | --- | --- | --- |
| 打倒俄寇，反共產，反共產 消滅朱毛，殺漢奸，殺漢奸 收復大陸，解救同胞， 服從領袖，完成革命； 三民主義實行， 中華民國復興； 中華復興，民國萬歲；中華民國萬萬歲！ | 打倒俄寇，反共产，反共产 消灭朱毛，杀汉奸，杀汉奸 收复大陆，解救同胞， 服从领袖，完成革命； 三民主义实行， 中华民国复兴； 中华复兴，民国万岁；中华民国万万岁！ | Dǎdǎo é kòu, fǎn gòngchǎn, fǎn gòngchǎn, Xiāomiè Zhū Máo, shā hànjiān, shā hànjiān, Shōufù dàlù, jiějiù tóngbāo, Fúcóng lǐngxiù, wánchéng gémìng; Sānmín zhǔyì shíxíng, Zhōnghuá Mínguó fùxīng; Zhōnghuá fùxīng, Mínguó wànsuì; Zhōnghuá Mínguó wàn wàn suì! | Ta-tao ê kou, fan kung-chan, fan kung-chan Chiao-mieh chu mao, sha han-chian, sha han-chian, Shou-fu ta-lu, chieh-chiu t'ung-pao, Fu-ts'ung ling-chiu, wan-cheng ko-ming; San-min chu-i, shih-hsing, Chung-hua Min-kuo fu-hsing; Chung-hua fu-hsing, Min-kuo wan-sui; Chung-hua Min-kuo wan wan sui! | Đả đảo Nga khấu, phản Cộng sản, phản Cộng sản; Tiêu diệt Chu Mao, sát Hán gian, sát Hán gian; Thu phục Đại lục, giải cứu Đồng bào; Phục tùng Lãnh tụ, hoàn thành Cách mạng; Tam Dân chủ nghĩa thực hành, Trung Hoa Dân quốc phục hưng; Trung Hoa phục hưng, Dân quốc vạn tuế; Trung Hoa Dân quốc vạn vạn tuế! | Đả đảo Giặc cướp Nga, chống Cộng sản, chống Cộng sản; Tiêu diệt Chu và Mao, giết Hán gian, giết Hán gian; Thu phục Đại lục, giải cứu Đồng bào; Phục tùng Lãnh tụ, hoàn thành Cách mạng; Thực hành chủ nghĩa Tam Dân; Phục hưng Trung Hoa Dân quốc; Phục hưng Trung Hoa, Dân quốc muôn năm; Trung Hoa Dân quốc muôn muôn năm! |